# 日本オプティカル
株式会社日本オプティカル（にほんオプティカル） は、コンタクトレンズ、メガネの専門店「ハートアップ」を全国展開する企業。
店舗数は2021年12月末現在、子会社・フランチャイズを含み96店舗。

## 沿革
- 1989年（平成元年）3月13日 - 「有限会社日本オプティカル」を創業[1]。
- 1992年（平成4年）1月10日 - 株式会社へ組織変更「株式会社日本オプティカル」を設立[1]。
- 1999年（平成11年）1月 - 株式会社ハートアップと合併[1]。
- 2000年（平成12年）11月29日 - ジャスダックに株式を上場[1]。
- 2005年（平成17年）
  - 5月 - 子会社の株式会社アイランドが株式会社ノプトに商号を変更[1]。
  - 6月 - 株式会社ノプトを存続会社とし株式会社ノプト東日本を吸収合併[1]。
- 2006年（平成18年）1月 - 子会社であった株式会社ノプト西日本を吸収合併[1]。
- 2008年（平成20年）
  - 9月 - トーメーグループの株式会社TfamilyがTOBを実施し成立。
  - 11月 - 上場廃止[1]。
  - 12月 - 株式会社Tfamilyの完全子会社となる。
- 2009年（平成21年）10月 - 子会社であった株式会社ノプト、株式会社コンタクトプラザ、株式会社ノプトサービスを吸収合併[1]。